# Lebor Gabála Érenn

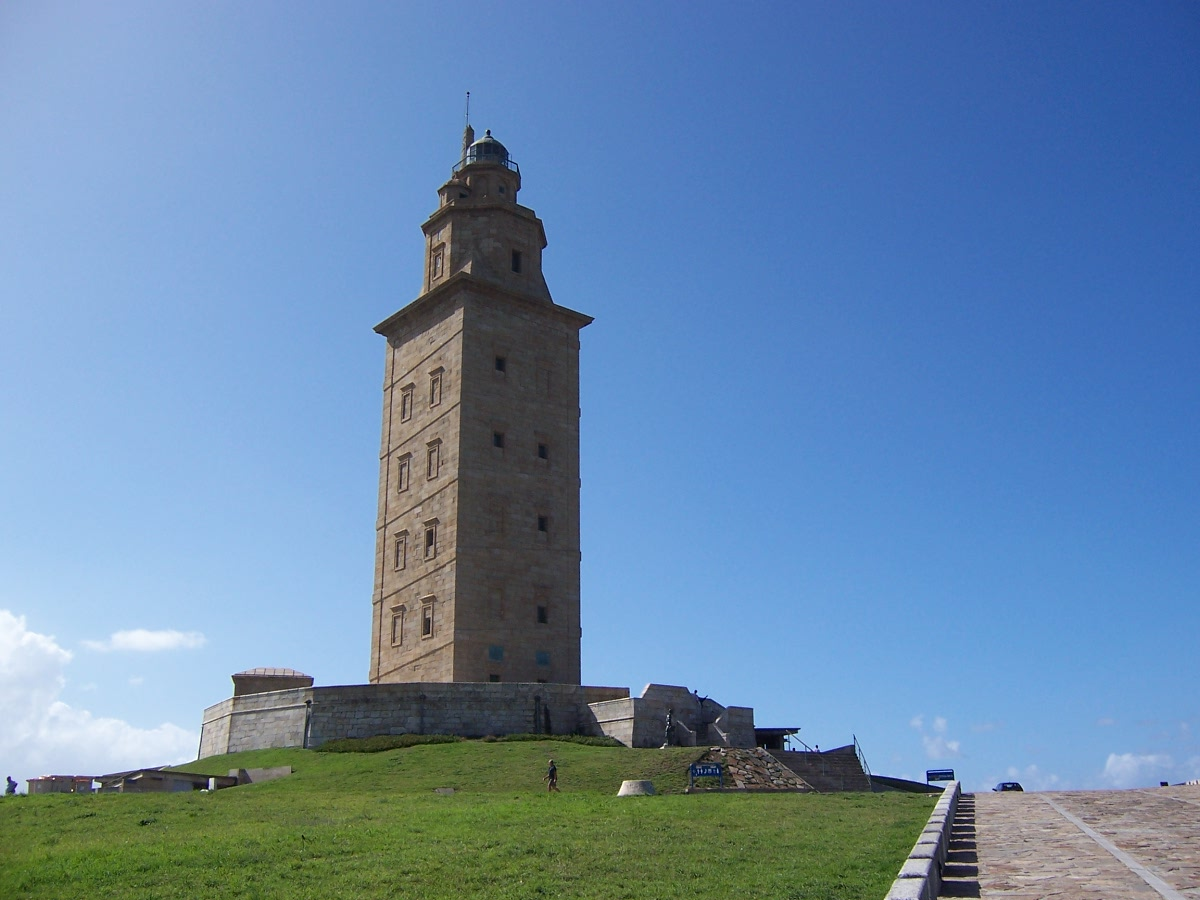
Torre di Ercole, La Coruña, Spagna: stando alla tradizione, fu costruita da Breogán, padre di Ith, il capo della prima spedizione gaelica che partì dalla Penisola iberica alla volta dell'Irlanda. Fu Ith a vedere per la prima volta dalla Torre l'Irlanda, che si trovava 900 chilometri a nord di A Coruña

Il Lebor Gabála Érenn o Leabhar Gabhála na hÉireann (in lingua irlandese Il libro della presa dell'Irlanda e in inglese Il libro delle Invasioni o Il libro delle conquiste) è una collezione di storie in poesia e prosa in medio irlandese che narra la mitologia e la storia dell'Irlanda e dei suoi popoli dalla Creazione del mondo al Medioevo. Si tratta di un'importante testimonianza della storia folcloristica dell'Irlanda e fu compilata da un anonimo nell'XI secolo. Può essere definito un mélange di mitologia, leggende, storia, folklore e agiografia cristiana.
Sin dall'inizio, il Lebor è risultato essere un documento molto popolare e influente, che acquistò rapidamente uno status canonico. I testi più vecchi subirono diverse alterazioni nel corso dei secoli e molte furono le poesie scritte e inserite. E così nel giro di un secolo si moltiplicarono le copie e le revisioni.

## Le origini delLebor Gabála Érenn
Il Lebor Gabála Érenn si presenta come una cronaca letterale e accurata delle vicende dell'Irlanda e della sua popolazione e può quindi essere visto come un tentativo di dare a questa terra una storia scritta. In questo senso può essere fatto un paragone con il Vecchio Testamento. Attingendo alla mitologia irlandese, interpretata però alla luce della teologia e dell'agiografia giudaico-cristiana, descrive come l'isola verde fu sottoposta a una serie di invasioni, ciascuna delle quali portò qualcosa alla sua storia. I prototipi biblici hanno chiaramente funto da modelli e così nell'opera troviamo gli antenati degli irlandesi nella condizione di schiavi o esuli in terre straniere, oppure vagabondi in terre selvagge, oppure che avvistano da lontano la terra promessa.
Secondo alcuni, Etymologiae Origines di Isidoro di Siviglia (inizi del VII secolo) è l'opera che forse ha influenzato in modo particolare il Lebor Gabála Érenn.
Tuttavia, sono ampiamente presenti elementi pre-Cristiani. Uno dei poemi del Lebor narra ad esempio come le divinità femminili dei Túatha Dé Danann presero mariti gaelici quando questi invasero e colonizzarono l'Irlanda. Inoltre, lo schema delle successive invasioni di cui parla il Lebor Gabála Érenn è una curiosa reminiscenza della descrizione data da Timagene di Alessandria (I secolo a.C.) sulle origini di un altro popolo celtico, i Galli dell'Europa continentale. Citato dallo storico Ammiano Marcellino, Timagene descrive come gli antenati dei Galli furono scacciati dalle loro terre natie nell'Europa orientale da una serie di guerre e inondazioni.
Numerosi frammenti di pseudostoria irlandese si trovano sparsi in opere di VII e VIII secolo, ma i più antichi racconti ancora esistenti si trovano nella Historia Brittonum del prete gallese Nennio (829-830), che fornisce due narrazioni dell'antica storia d'Irlanda. La prima parla delle diverse colonizzazioni di popoli pre-Gaelici che vennero dalla Penisola iberica. L'altra parla invece delle origini dei Gaelici e di come questi divennero i signori dell'isola e gli antenati degli Irlandesi.
Queste due storie continuarono a essere arricchite ed elaborate dai bardi nel corso del IX secolo. Nel |X e XI furono scritti molti poemi su queste vicende, opere poi incorporate nel Lebor. Tuttavia, molti di questi poemi furono scritti da quattro poeti:
- Eochaid ua Flainn (936-1004) di Armagh;
- Flann Mainistrech mac Echthigrin (XI secolo) lettore e storico dell'abbazia di Monasterboice;
- Tanaide (XI secolo);
- Gilla Coemáin mac Gilla Shamthainne (XI secolo).

Nel tardo XI secolo un anonimo erudito riunì questi e numerosi altri poemi in un lavoro in prosa – in parte di sua composizione e in parte presa da altre opere oggi perdute – in cui parafrasò e ampliò il materiale precedente. Nacque così la prima versione del Lebor, scritta in irlandese medio, una forma di irlandese gaelico usata tra l'88 e il 1200.

## Critica moderna
Per molti secoli il Lebor fu passivamente considerato un resoconto accurato e credibile della storia d'Irlanda e ancora nel XVII secolo fu usato come fonte da Geoffrey Keating per il suo Foras Feasa ar Éirinn. Fu anche ampiamente utilizzato dagli autori degli Annali dei Quattro Maestri. Di recente, però, l'opera è stata sottoposta a una severa e attenta critica. Ad esempio John Carey, in un'introduzione all'edizione in inglese del Lebor del 1993, fatta da R. A. Stewart Macalister, afferma che fa parte della "tradizione di fabbricazione storica o pseudostoria", mentre T. F. O'Rahilly ha parlato di un'opera dal "carattere generalmente falso" e dalle "diverse tradizioni popolari". L'archeologo irlandese R. A. Stewart Macalister, che tradusse l'opera in inglese, ha detto che "in nessuna parte dell'opera esiste qualche elemento genuinamente storico". Quest'ultima opinione viene oggi considerata esagerata. Gli studiosi tendono infatti oggi a ritenere che l'opera abbia comunque una certa validità, anche se presenta molte distorsioni e falsità. Una delle affermazioni più contestate del Lebor è quella secondo cui la conquista gaelica sarebbe avvenuta in un remoto passato (attorno al 1500 a.C.) e che tutti gli abitanti dell'Irlanda cristiana discenderebbero dai primi invasori gaelici. C'è chi ritiene, non comunque senza contestazioni, che:
- la conquista gaelica, che il Lebor associa all'insediamento dei Milesi, fu solo l'ultima di una serie di occupazioni celtiche dell'Irlanda e probabilmente si verificò dopo il 150 a.C.;
- molte popolazioni dell'Irlanda pre-gaelica abbiano continuato a fiorire a lungo dopo questa invasione.

Il poeta e studioso britannico di mitologia Robert Graves è uno dei relativamente pochi studiosi moderni a non aver condiviso lo scetticismo di Macalister e di O' Rahilly. Nella sua La Dea bianca (1948), Graves ha sostenuto che l'antica conoscenza era trasmessa oralmente di generazione in generazione dai druidi dell'Irlanda pre-letteraria. Contestando Macalister, egli ha dichiarato che alcune delle tradizioni riportate dall'opera sono "archeologicamente plausibili". La dea bianca di Graves è stata essa stessa oggetto di critiche, tuttavia lo studioso ha trovato alcuni collegamenti notevoli fra la mitologia del Vicino Oriente e quella celtica e vicina che sono difficili da spiegare a meno che uno sia disposto ad accettare che i miti portati in Irlanda secoli prima dell'introduzione della scrittura siano stati conservati e trasmessi in modo accurato oralmente prima di essere messi per iscritto nell'Era cristiana.
Il Lebor fu tradotto in francese nel 1884, mentre la prima traduzione inglese completa fu realizzata da R. A. Stewart Macalister tra il 1937 e il 1942 e fu accompagnata da un apparato critico, in cui Macalister spiega chiaramente il suo punto di vista.